# Сад пропавших без вести
Сад пропавших без вести при исполнении воинского долга (ивр. גן הנעדרים, Gan HaNe'edarim‎, англ. Garden of the Missing in Action) — мемориал неизвестному солдату и мемориальный сад на Национальном военном и полицейском кладбище на горе Герцля в Иерусалиме. Посвящён памяти военнослужащих армии и полиции Израиля, чьё место захоронения неизвестно, а также пропавших без вести в период до образования государства, — с 1914 года и по сей день.

## История
С момента образования государства Израиль в 1948 году более 400 израильских солдат объявлены «Пропавшими при исполнении воинского долга». Сооружение Сада пропавших без вести на горе Герцля было инициировано и возглавлено Моше Ореном, как главой Отдела увековечения памяти Министерства обороны. Сад был открыт 29 февраля 2004 года; на церемонии присутствовали руководители армии, министр обороны Израиля Шауль Мофаз и члены иерусалимского муниципалитета.
В саду размещены «Пустые могилы» и каменные монументы, посвящённые памяти пропавших без вести солдат. При входе в сад расположена маленькая площадь, на которой в день Седьмого адара проводятся ежегодные мемориальные службы по пропавшим без вести солдатам Израиля. На её северной стороне находится мемориальная стена, на которой указаны имена всех пропавших без вести бойцов, солдат и офицеров разных национальностей. Со стены низвергается водопад. Там же, на северной стороне площади, находятся памятники морякам, погибшим на борту подводной лодки «Дакар», которая затонула в Средиземном море, и «Двадцати трём погрузившимся в море». Памятник неизвестным солдатам планируется временно перенести на Национальный мемориал к 2017 году.
В 1954 году рядом была обнаружена древняя еврейская погребальной пещера периода Второго Храма.

## Галерея
- Указатели Пустых могил в Саду пропавших без вести военнослужащих
- Стена имен
- Пустые могилы
- Мемориальная площадь
- Мемориал подводной лодки Дакар
- Вечный огонь
- Древние еврейские захоронения эпохи Второго Храма
- Операция "Боцман"